# Osmocen
Osmocen je organokovová sloučenina osmia se vzorcem Os(C5H5)2. Za laboratorní teploty je to pevná bílá látka.

## Syntéza
Osmocen lze připravit refluxem oxidu osmičelého s kyselinou bromovodíkovou a následnou reakci s cyklopentadienem a zinkem.
Poprvé byl připraven Ernestem Otto Fischerem a Heinrichem Grumbertem reakcí chloridu osmičitého s nadbytkem cyklopentadienidu sodného v dimethoxyethanu. Meziproduktem je zde pravděpodobně OsCl2. Podobnou reakci lze provést s cyklopentadienylmagnesiumbromidem, ale s nižším výtěžkem.

## Vlastnosti
Osmocen je bílá, pevná látka. Jeho struktura je tvořena iontem osmia obklopeným dvěma cyklopentadienovými kruhy v sendvičovém uspořádání. Podobně jako ruthenocen krystaluje v zákrytové konformaci, tím se odlišují od ferrocenu.
Na rozdíl od ferrocenu a ruthenocenu má menší sklon k elektrofilní aromatické substituci, ale ochotněji vytváří adukty s Lewisovými kyselinami.
Kation osmocenia, [Os(C5H5)2]+, dimeruje a vytváří dvojjaderný komplex s vazbou Os-Os. Naproti tomu, kation [Os(C5(CH3)5)2]+ je stabilní v monomerní formě.

## Využití
V roce 2009 byla publikována metoda fotokatalytického rozkladu vody, která využívá osmocen jako katalyzátor.